# Czternastu Świętych Wspomożycieli
Spośród licznych świętych w poczet Czternastu Świętych Wspomożycieli Kościół katolicki zaliczył tych, których wstawiennictwo u Boga uznał za wyjątkowo skuteczne, szczególnie w wypadku chorób. Większość z nich żyła na przełomie III i IV wieku za panowania cesarza Dioklecjana, gdy miały miejsce najdłuższe i najkrwawsze w Cesarstwie rzymskim prześladowania chrześcijan. Ich kult jako wspomożycieli sięga XIV wieku i jest związany z epidemią dżumy zwaną czarną śmiercią.
Centrum ich kultu jest barokowy kościół Vierzehnheiligen, gdzie znajduje się ołtarz Czternastu Świętych Wspomożycieli – miejsce pielgrzymek.
Święci Wspomożyciele:
- Krzysztof – patron nagłej śmierci, przedstawiany z Dzieciątkiem Jezus
- Katarzyna z Aleksandrii – patronka od bólu gardła i głowy, atrybut: koło
- Barbara – pomocna w godzinie śmierci i utrapienia, atrybut: wieża
- Jerzy – patron rycerzy, chroniący zwierzęta przed chorobami, atrybut: smok
- Błażej – patron od nagłej śmierci i bólu gardła, atrybut: skrzyżowane świece
- Cyriak – chroniący od opętania, atrybut: diabeł
- Małgorzata z Antiochii Pizydyjskiej – chroniąca od bólów porodowych, atrybut: smok na łańcuchu
- Dionizy – chroniący od bólów głowy, atrybut: ucięta głowa
- Wit – od chorych na epilepsję, atrybut: kogut, kocioł
- Idzi – patron trudnej spowiedzi, atrybut: łania
- Pantaleon – chroniący od strasznych chorób, atrybut: gwoździe lub ręce przybite gwoździami do głowy
- Achacy – patron od chorób, atrybut: korona cierniowa albo krzyż
- Eustachy – patron rycerzy i ludzi w potrzebie, atrybut: jeleń
- Erazm – patron ludzi doznających wielkich bólów fizycznych, atrybut: powój

Kult 14 Świętych Wspomożycieli czy Pomocników był bardzo żywy w Czechach, na Morawach i na Śląsku. W dzisiejszych granicach Polski wiele świadectw tego kultu zachowało się na Ziemi Kłodzkiej. W niemal każdym kościele zbudowanym lub przebudowanym w czasach baroku na Dolnym i Górnym Śląsku istniał ołtarz lub obraz poświęcony Wspomożycielom. Obecnie jednym z głównych ośrodków kultu jest pocysterski Kościół Czternastu Wspomożycieli w Lubawce.
Wspólne wspomnienie obchodzone jest lokalnie 8 lipca lub 8 sierpnia.

## Bazylika w Vierzehnheiligen

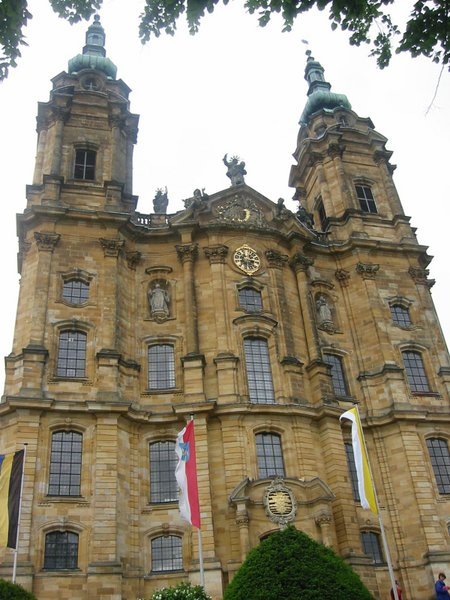
Bazylika Vierzehnheiligen

Czternastu Świętych Wspomożycieli jest czczonych w Bawarii jako „vierzehn Heiligen”, a Bazylika w Vierzehnheiligen jest poświęcona tej grupie świętych. Kościół pielgrzymkowy zbudowany w stylu Rokoko w pobliżu miasta Bad Staffelstein został zaprojektowany przez Balthasara Neumanna i zbudowany w latach 1743-1772.
Nabożeństwo do tych świętych rozpoczęło się w tym regionie 24 września 1445 r., Kiedy Hermann Leicht, młody pasterz pobliskiego klasztoru franciszkanów, zobaczył płaczące dziecko na polu należącym do pobliskiego klasztoru Cystersów w Langheim. Gdy schylił się, by podnieść dziecko, ono nagle zniknęło. Po pewnym czasie dziecko pojawiło się ponownie w tym samym miejscu; tym razem obok niego paliły się dwie świece. W czerwcu 1446 roku Leicht zobaczył dziecko po raz trzeci, lecz wtedy miało ono na piersi czerwony krzyż i towarzyszyło mu trzynaścioro innych dzieci. Dziecko powiedziało: „Jesteśmy czternastoma pomocnikami i pragniemy wznieść tu kaplicę, w której moglibyśmy odpocząć. Jeśli będziesz naszym sługą, my będziemy twoimi!” Wkrótce potem Leicht zobaczył dwie płonące świece zstępujące w to miejsce. Przypuszcza się, że dzięki interwencji czternastu świętych wkrótce zaczęły się cudowne uzdrowienia.
Bracia Cystersi, do których należała ta ziemia, wznieśli kaplicę, która od razu przyciągnęła pielgrzymów. Ołtarz został konsekrowany już w 1448 roku. Pielgrzymki do Vierzehnheiligen trwają do dziś w okresie od maja do października.